# ATC 코드 H04
ATC 코드 H04는 ATC 코드의 췌장 호르몬으로 작용하는 약물을 정리한 코드이다.

ATC 코드 H 성호르몬 및 인슐린을 제외한 전신성 호르몬제제의 하위그룹을 이룬다.
동물용 의약품을 위한 코드(ATCvet 코드)의 경우 인체의약품 코드 앞에 Q가 들어가게 된다. 예 : QH04.

## H04A 글리코겐 분해 호르몬

### H04AA 글리코겐 분해 호르몬
H04AA01 Glucagon